# František Suchý (strojní inženýr)
František Suchý (17. dubna 1927 Praha – 7. června 2018 Mladá Boleslav) byl synem ředitele krematoria v Praze-Strašnicích. Spolu s ním ukrýval popel popravených obětí nacismu a komunismu pro jejich budoucí důstojné pohřbení. V roce 1952 byl komunistickým režimem odsouzen k 25 letům vězení.

## Život
František Suchý se narodil 17. dubna 1927 v Praze jako jediné dítě Františka Suchého staršího a Olgy Suché rozené Havlové. Po základní škole nastoupil na gymnázium na náměstí Jiřího z Lobkovic, navštěvoval i průmyslovou školu na Smíchově, poté ČVUT.

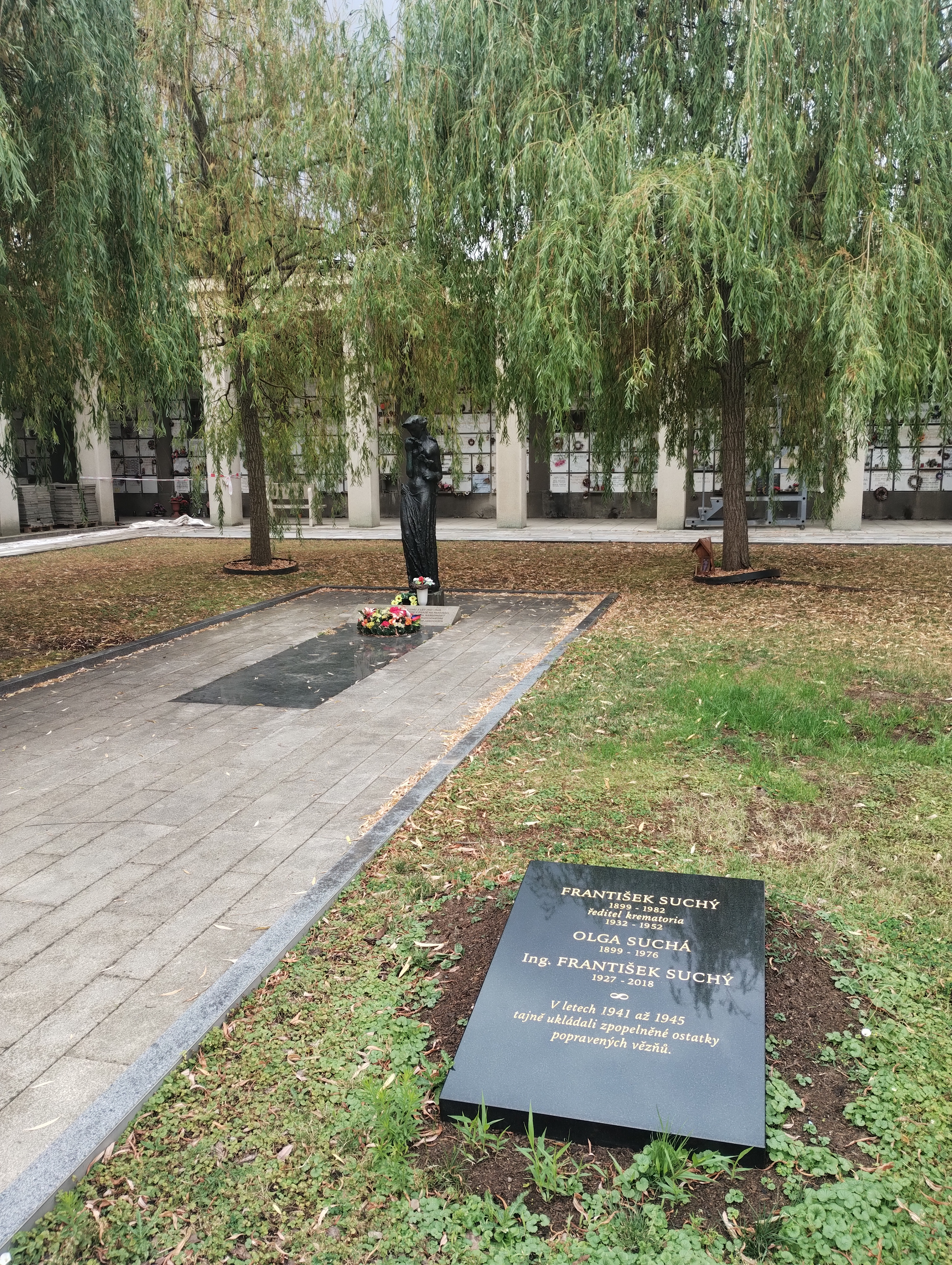
Pohled na Čestné pohřebiště v areálu krematoria Strašnice s pamětní deskou rodiny Suchých

Za druhé světové války vytvářel s otcem potají seznamy zavražděných, kteří byli zpopelňováni při mimořádných nočních směnách. Popel obětí měl být vysypán na kompost či použit jako posyp silnice. Otec Františka Suchého ukládal popel zemřelých do samostatných uren, které shromažďoval na odlehlém místě hřbitova. Celkem by se mělo jednat o popel popravených 2154 mužů, žen i dětí (např. předáků odboje, jako byli Josef Bílý, Hugo Vojta, Václav Šára, Oleg Svátek, Mikuláš Doležal a Josef Churavý, dvou ze Tří králů, Josefa Balabána a Josefa Mašína, spisovatele Vladislava Vančury, ale i popel 26 obyvatel z vyhlazených Lidic, dodatečně popravených na Kobyliské střelnici a mnoha dalších). Ve Strašnickém krematoriu skončil například i popel vězňů z koncentračního tábora Hradištko.
Po skončení války mělo u krematoria vzniknout pietně upravené pohřebiště, což se nestačilo uskutečnit a po únoru 1948 se na místo zapomnělo. V 50. letech byla ve Strašnickém krematoriu zpopelňována těla popravených z politických procesů. František Suchý spolu se svým otcem se pokusili navázat na své úsilí z doby okupace. Kromě toho se František Suchý zapojil i do protikomunistického odboje. V garáži nechal přespávat amerického agenta a někdejšího četníka Jaroslava Koudelku. Ve spolupráci s ním založil několik protikomunistických skupin, ukrýval zbraně a vydával a šířil letáky. J. Koudelka byl však režimem zadržen a při krutém mučení prozradil jméno Františka Suchého, který byl v 1952 zatčen a následně odsouzen za špionáž a velezradu k 25 letům vězení. Jen díky mladému věku unikl trestu smrti. Nabídku spolupráce s STB jednoznačně odmítl. Jeho rodiče byli za ukrývání zbraní a napomáhání k velezradě odsouzeni na čtyři, respektive čtyři a půl roku.
František Suchý prošel komunistickými věznicemi na Pankráci, Mírově, v Opavě, v Plzni na Borech i ve slovenském Leopoldově. Ve vězení se vzdělával především v matematice, fyzice a technických oborech, scházely mu jen tři zkoušky k ukončení vysoké školy. Část trestu působil jako technický konstruktér. Projektoval například atomovou elektrárnu v Bohunicích a pracoval na vývoji nákladního vozu Tatra 183.
Po odpykání poloviny trestu byl v roce 1964 propuštěn. Dokončil vysokoškolské vzdělání a získal titul inženýra. Poté pracoval jako zámečník a konstruktér. V roce 1966 se oženil, manželství zůstalo bezdětné. Rehabilitován byl v roce 1968, zcela pak až po roce 1989. V roce 2011 ho prezident Václav Klaus vyznamenal za vynikající zásluhy o rozvoj demokracie, humanity a lidská práva Řádem Tomáše Garrigua Masaryka. V listopadu roku 2017 obdržel Cenu Paměti národa.

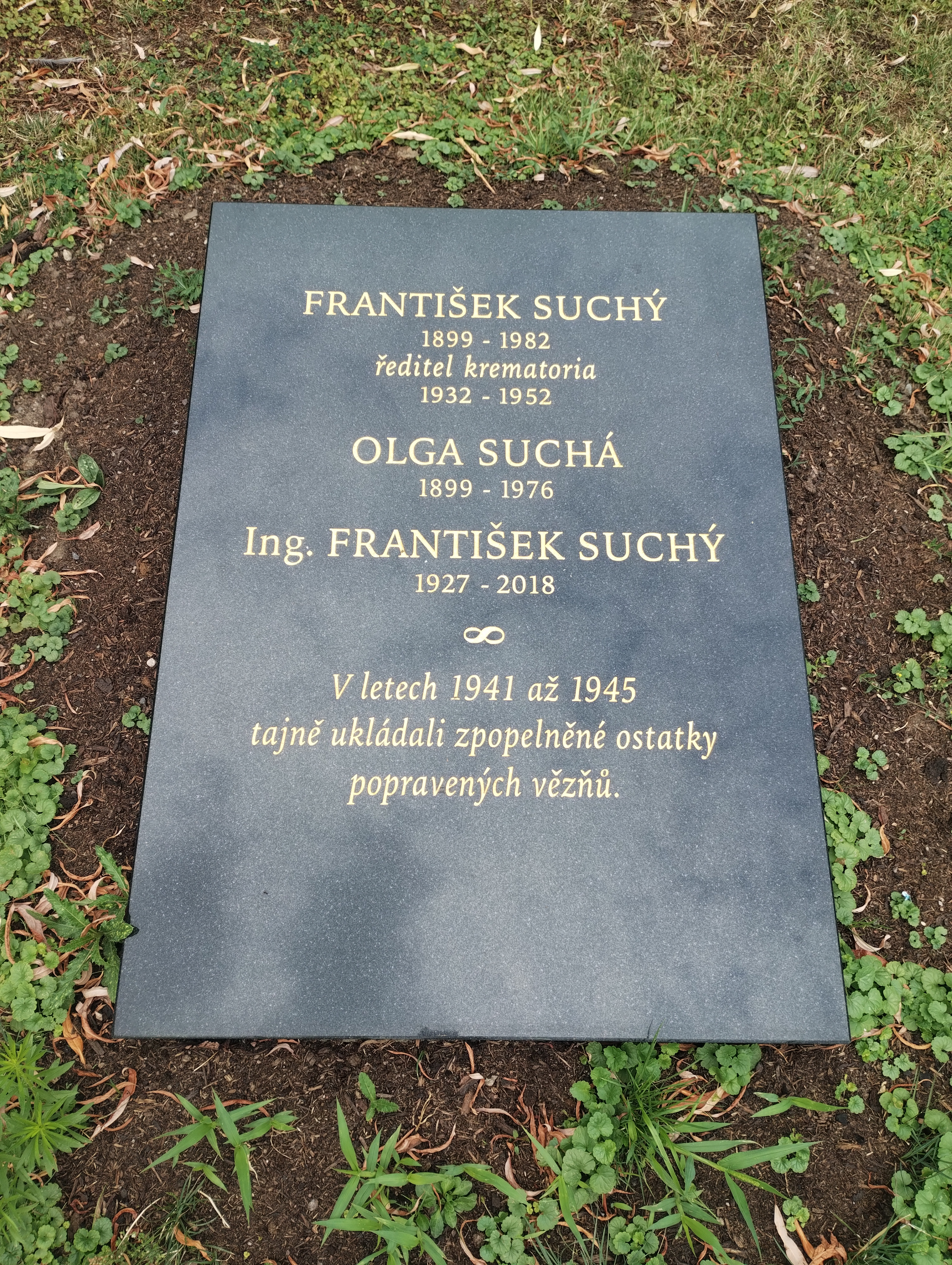
Pamětní deska rodiny Suchých na Čestném pohřebišti v areálu krematoria Strašnice

Po jeho otci, Františku Suchém starším, byl v roce 2014 pojmenován park nedaleko Krematoria Strašnice (Park Františka Suchého). Dne 11. listopadu 2017 bylo v areálu Strašnického krematoria odhaleno pietně upravené Čestné pohřebiště hrdinů II. odboje. Během pietního aktu konaného dne 15. dubna 2025, za účasti velvyslanců Španělska v ČR a České republiky ve Španělsku, byla odhalena nová pamětní deska rodině Suchých na Čestném pohřebišti strašnického krematoria.

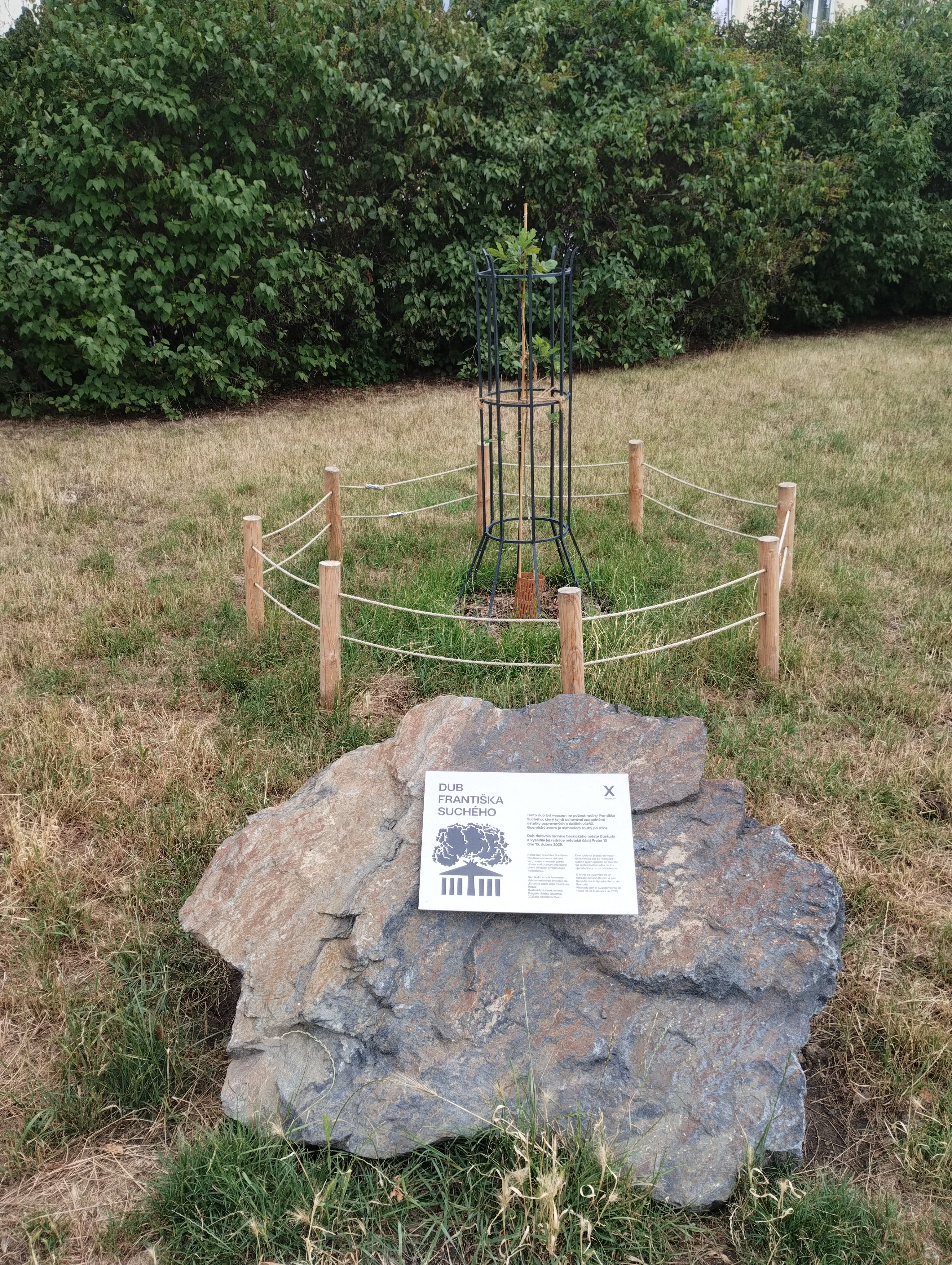
Dub Františka Suchého v Parku Františka Suchého v Praze 10 Strašnicích

Na počest rodiny Suchých byl v parku Františka Suchého v dubnu 2025 vysazen guernický strom jako symbol touhy po míru. Dub darovalo baskické město Busturia.